# Prionaphes depressus
Prionaphes depressus är en stekelart som beskrevs av Walter Douglas Hincks 1961. Prionaphes depressus ingår i släktet Prionaphes och familjen dvärgsteklar. Inga underarter finns listade i Catalogue of Life.